# Gąsior (budownictwo)

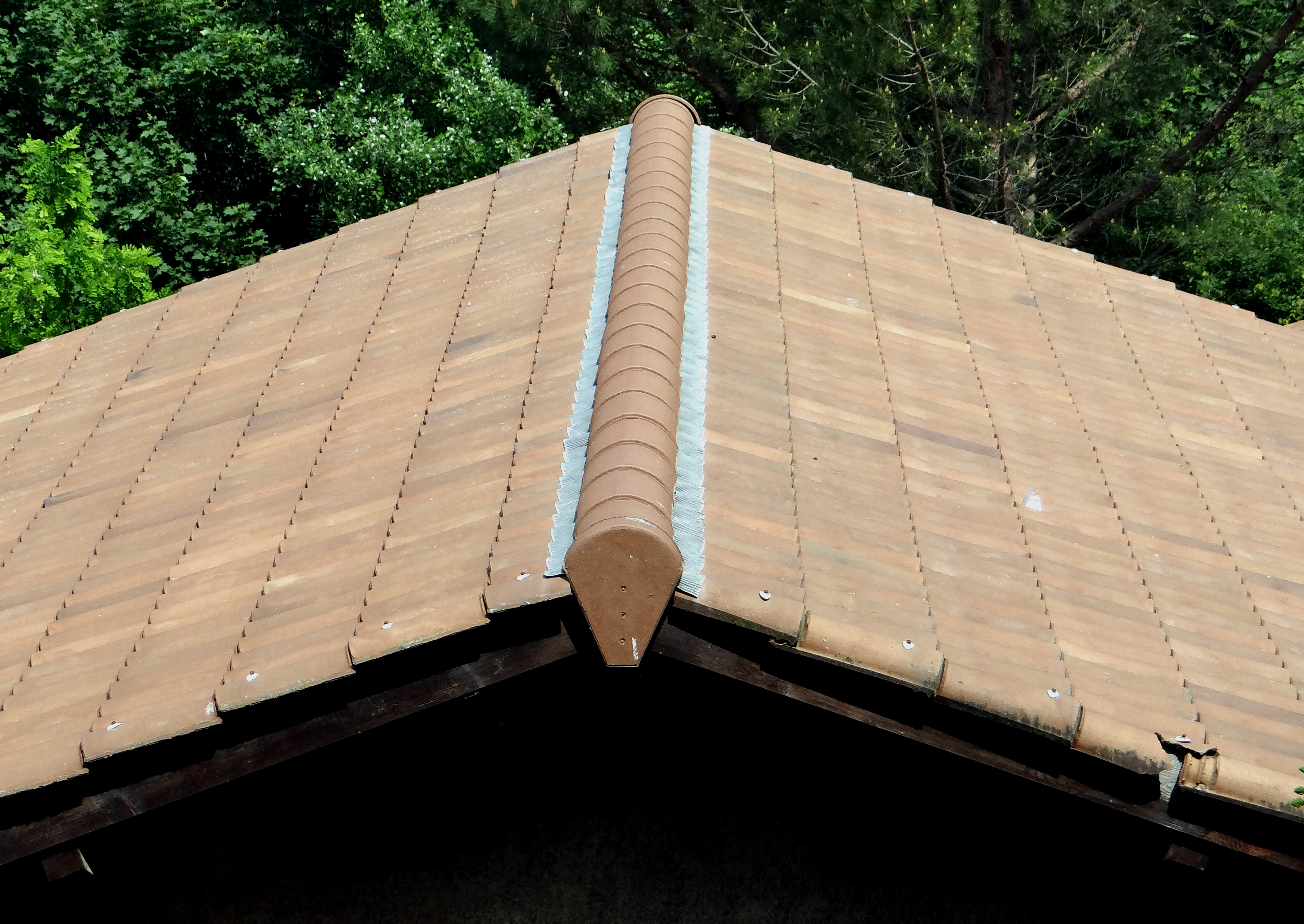
Gąsior na kalenicy

Gąsior – element pokrycia dachowego. Służy do krycia krawędzi dachowych: kalenic, koszy i 
naroży.